# Chinesischer Tulpenbaum

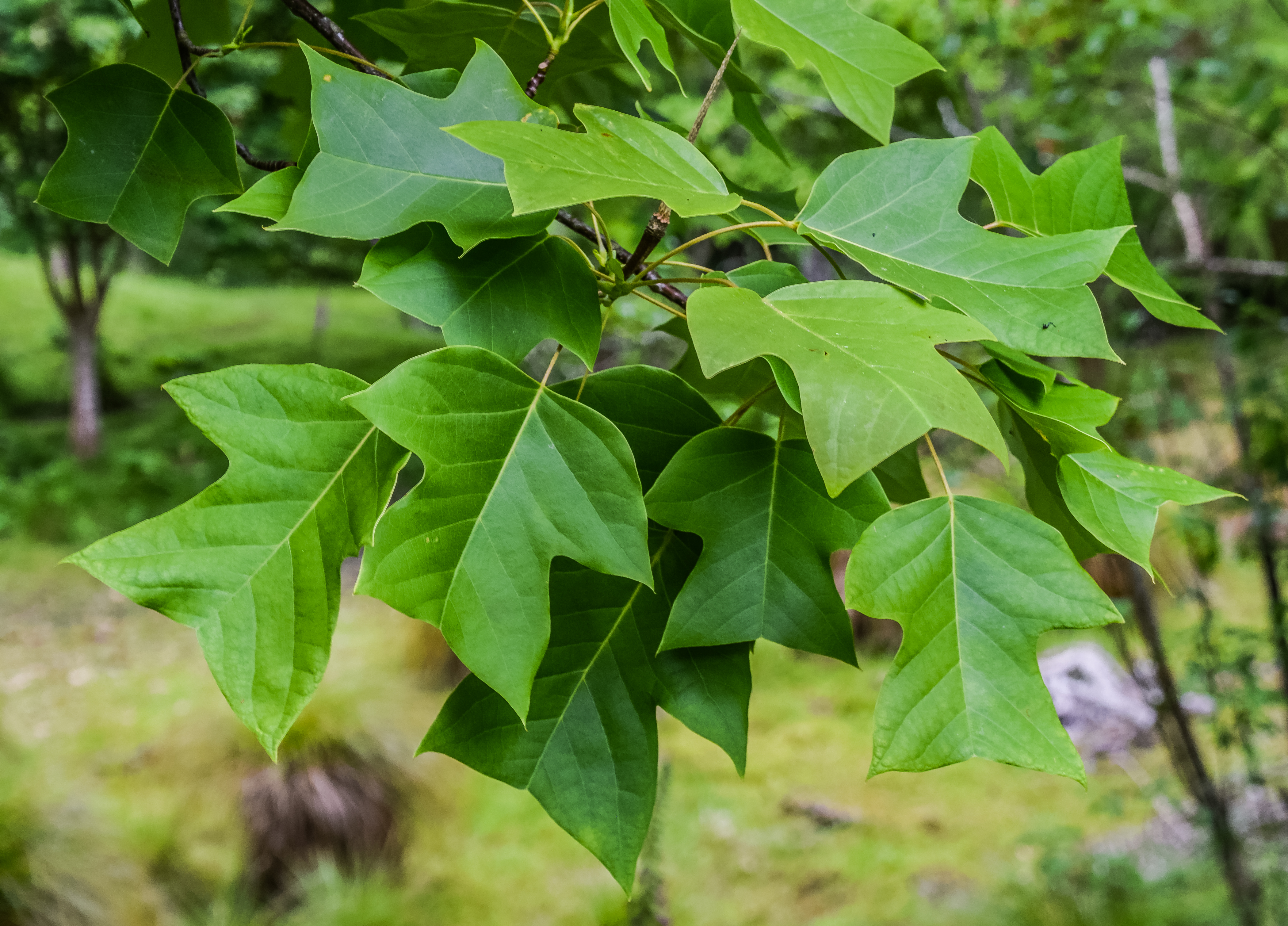
Laubblätter

Der Chinesische Tulpenbaum (Liriodendron chinense) ist eine von zwei Pflanzenarten der Gattung Tulpenbäume (Liriodendron) aus der Familie der Magnoliengewächse (Magnoliaceae).

## Beschreibung
Von der anderen Art der Gattung Liriodendron, dem Amerikanischen Tulpenbaum, unterscheidet er sich neben der geringeren Wuchshöhe durch die größeren und tiefer gelappten Laubblätter.

### Vegetative Merkmale
Der Chinesische Tulpenbaum wächst als laubabwerfender Baum, der Wuchshöhen bis zu 40 m und Stammdurchmesser von etwa 1 m (DBH) erreicht. Die gräuliche Borke ist rissig bis furchig. Die Rinde der Zweige ist grau bis gräulich-braun. 
Die deutlich wechselständig und spiralig an den Zweigen angeordneten Laubblätter sind in Blattstiel und -spreite gegliedert. Der Blattstiel weist eine Länge von 4 bis 8 (bis 16) cm auf. Die einfache, häutige bis papierartige Blattspreite besitzt eine Länge von 4 bis 12 (bis 18) cm und eine Breite von 3 bis 9,5 (bis 23) cm, ist vierlappig, der Spreitengrund ist leicht herzförmig und die Blattspitze ist eingekerbt. Die Blattunterseite ist blau-grün und die Oberseite glänzend und glatt. Die zwei Nebenblätter sind untereinander, aber nicht mit den Blattstielen verwachsen und fallen spät ab.
Die Art ist in Mitteleuropa winterhart, allerdings können in strengen Wintern Äste zurückfrieren.

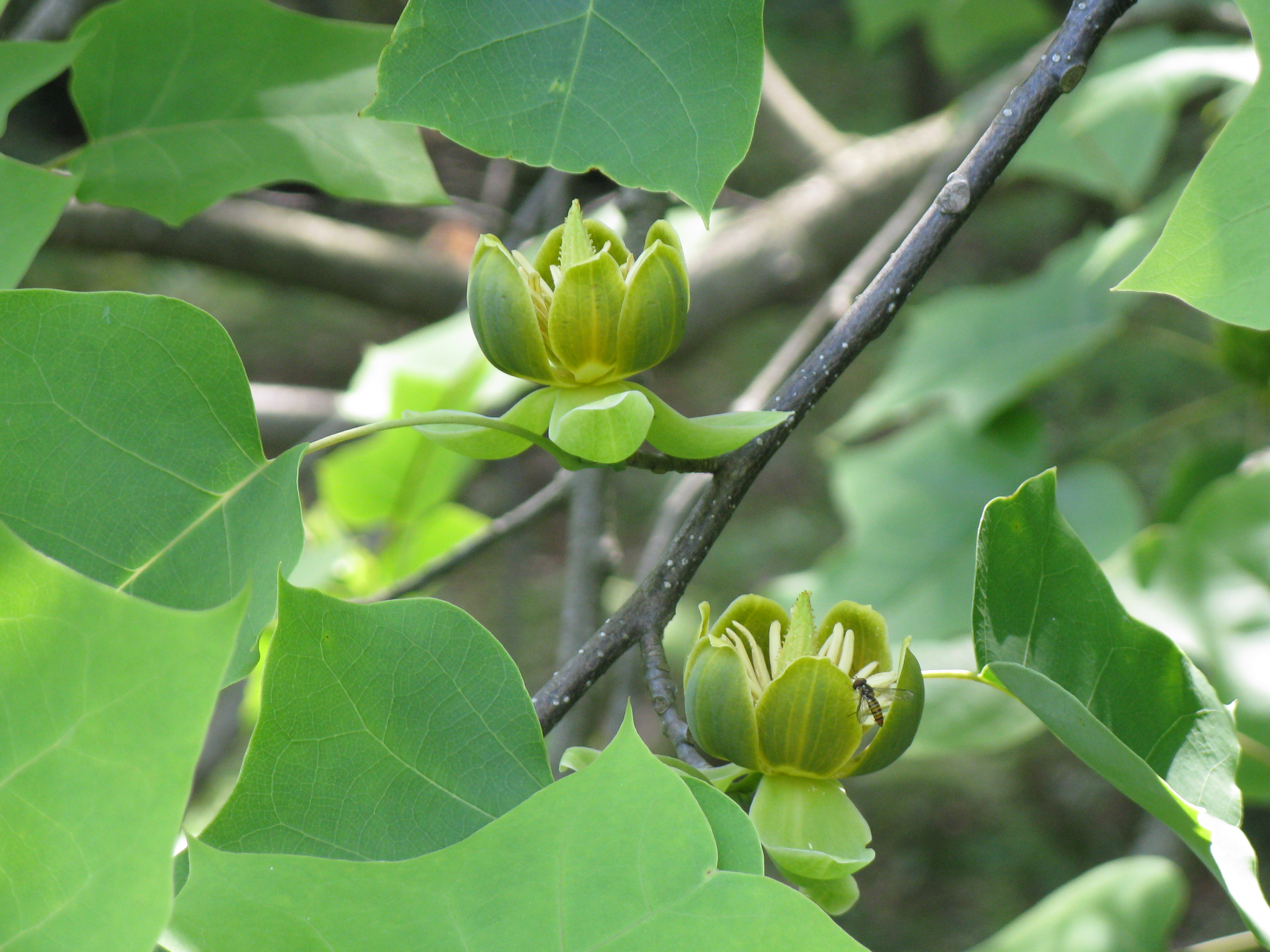
Junge Blüten

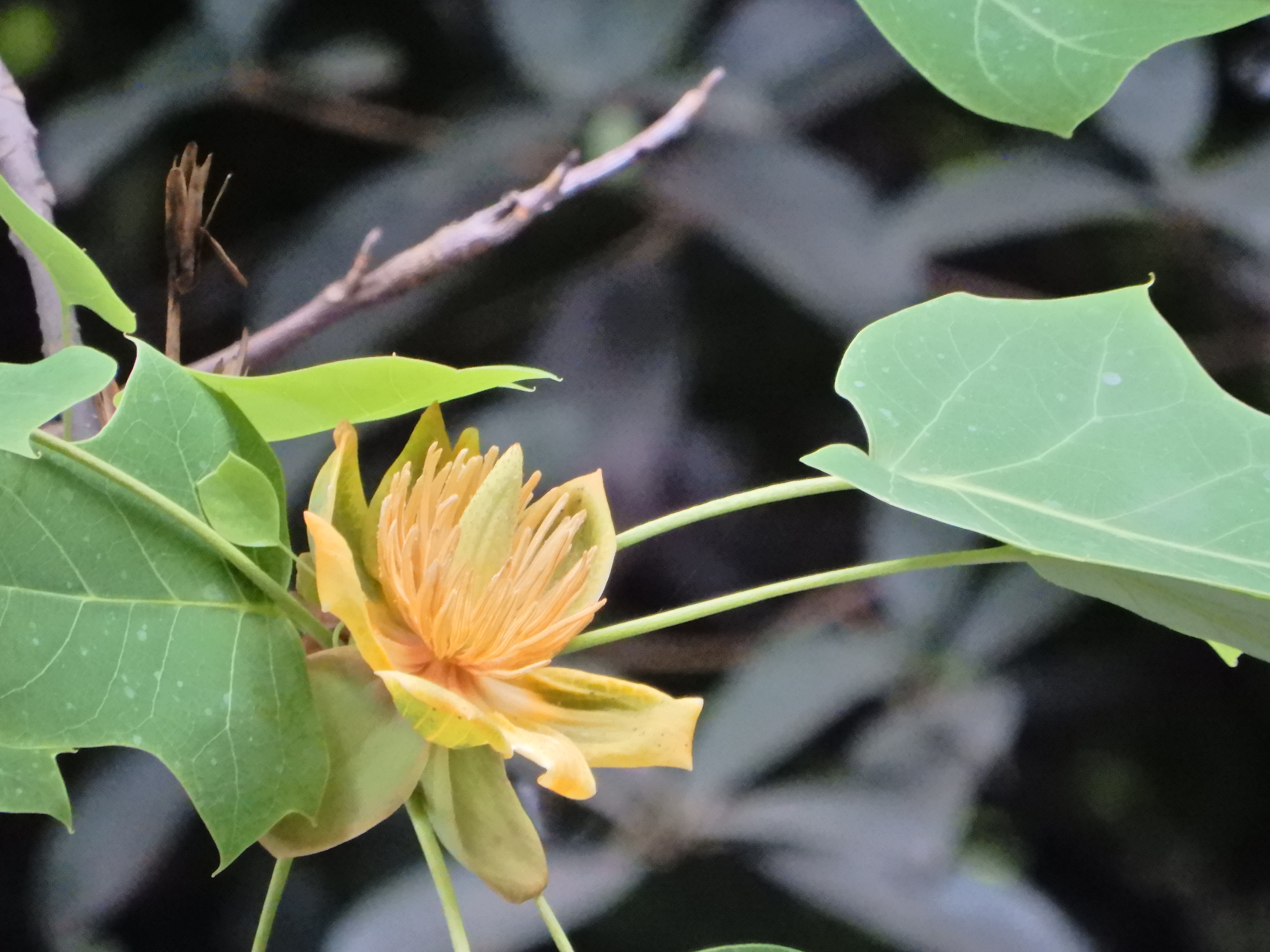
Blüte

### Generative Merkmale
In der Blütezeit im Mai erscheinen die Blüten einzeln endständig zusammen mit den Laubblättern. Die zwittrigen, becherförmigen Blüten sind protogyn, das heißt, die weiblichen Organe reifen vor den männlichen. Die in drei Kreisen stehenden (sieben bis) neun Blütenhüllblätter (Tepalen) sind nur fast gleichgestaltig. Die äußeren drei Tepalen sind kelchblattartig und nach unten zurückgebogen und grün. Die inneren sechs Tepalen sind kronblattartig und halbaufrecht, mit einer Länge von 3 bis 4 cm verkehrt-eiförmig, gelblich-grün mit einem gelben bis orangefarbenem Band oder Fleck an der Basis. Die vielen relativ kurzen Staubblätter stehen wirtelig auf dem Torus und fallen spät ab. Die Staubfäden sind mit 5 bis 6 mm ein Drittel bis halb so lang wie die 10 bis 16 mm langen Staubbeutel. Die vielen freien, gelblich-grünen Fruchtblätter sind dachig am kegeligen Blütenboden angeordnet und überragen die Blütenhülle; die untersten sind steril. Jedes Fruchtblatt enthält zwei hängende Samenanlagen.
Der 7 bis 9 cm lange zapfenartige Fruchtstand enthält viele dachig angeordnete, holzige Flügelfrüchte. Diese besitzen eine etwa 6 mm lange, ein- bis zweisamige Schließfrucht. Die Früchte reifen von September bis Oktober. Die Früchte stehen zu vielen an einem schmal-kegeligen Blütenboden.
Die Chromosomenzahl beträgt 2n = 38.

## Vorkommen
Der Chinesische Tulpenbaum wächst in Wäldern in Höhenlagen zwischen 900 und 1000 Meter in den chinesischen Provinzen: Anhui, Fujian, Guangxi, Guizhou, Hubei, Hunan, Jiangxi, Shaanxi, Sichuan, Yunnan, Zhejiang, und im nördlichen Vietnam. Diese Art wird zur Holzgewinnung und als Zierbaum genutzt. Es ist eine seltene und gefährdete Art.

## Systematik
Die Erstbeschreibung erfolgte 1886 durch William Botting Hemsley als Liriodendron tulipifera L. var. chinense in Journal of the Linnean Society, Botany, 23, S. 25, dabei schreibt Hemsley schon, dass es sich vermutlich um eine eigene Art handelt. Den Rang einer eigenständigen Art gab ihr Charles Sprague Sargent unter dem Namen Liriodendron chinense in Trees and Shrubs, 1 (3), 1903, S. 103. Ein weiteres Synonym ist Liriodendron tulipifera var. sinensis Diels.